# Barringer (månekrater)
Barringer er et nedslagskrater på Månen. Det befinder sig på den sydlige halvkugle på Månens bagside og er opkaldt efter den amerikanske geolog Daniel Barringer (1860 – 1929).
Navnet blev officielt tildelt af den Internationale Astronomiske Union (IAU) i 1970. 

## Omgivelser
Barringerkrateret er forbundet med den nord-nordøstlige rand af det bjergomgivne bassin Apollo, og det ligger sydøst for Plummerkrateret. Syd for Barringer ligger Scobeekrateret på bunden af Apollobassinet. 

## Karakteristika
Kraterets almindelige form er cirkulær, men med en let udadgående bule langs den vestlige rand. Den ydre vold af udkastet materiale har bredt sig let ind på Apollos bassinbund, men resten af randen ligger som forrevet og irregulær overflade. I bundens midte er der en central top med et par små kratere til hver side, mod øst og sydvest. Den øvrige bund er forholdsvis flad mod nord og noget mere irregulær mod syd.

## Satellitkratere
De kratere, som kaldes satellitter, er små kratere beliggende i eller nær hovedkrateret. Deres dannelse er sædvanligvis sket uafhængigt af dette, men de får samme navn som hovedkrateret med tilføjelse af et stort bogstav. På kort over Månen er det en konvention at identificere dem ved at placere dette bogstav på den side af satellitkraterets midte, som ligger nærmest hovedkrateret. Barringerkrateret har følgende satellitkratere:
| Barringer | Længde  | Bredde   | Diameter |
| --------- | ------- | -------- | -------- |
| C         | 26,5° S | 148,8° V | 19 km    |
| Z         | 25,0° S | 150,3° V | 24 km    |

## Måneatlas
- Billeder af Barringerkrateret i LPI-måneatlasset